# Waaierbuisjeszwam
De waaierbuisjeszwam (Cerioporus varius) is een schimmel die behoort tot de familie Polyporaceae. Hij leeft saprotroof op hout, vooral van beuk, wilg en populier. In zeldzame gevallen groeit hij ook op naaldbomen. Een soort met een vrij hoge morfologische variabiliteit. Individuele exemplaren verschillen behoorlijk in kleur en vorm van de hoed. Bij droog weer stopt de ontwikkeling vaak en worden de poriën bruin.

## Kenmerken

### Uiterlijke kenmerken
Hoed
De hoed heeft een diameter van 2 tot 10 cm, rond of niervormig, convex bij jonge exemplaren, plat gespreid bij oudere exemplaren. Kleur bij jonge exemplaren is bleekrood of kaneel, bij oudere exemplaren grijsgeel. Hoedrand soms golvend. 
Buisjes
De buisjes zijn 0,1 tot 0,2 mm in diameter en 0,5 tot 1,5 mm lang. Ze lopen taps toe aan één kant van de steel. Ze vormen slechts één laag. De poriën zijn eerst wit, bij oudere exemplaren bruinachtig. De poriën zijn klein en tot ver op de steel te vinden.
Steel
De steel heeft een hoogte 0,5 tot 2 cm en een dikte van dikte 0,5 tot 1,5 cm. Meestal groeit het zijdelings. Het bovenste deel heeft dezelfde kleur als de hoed, terwijl het onderste deel zwart is.
Geur en smaak
Het vlees is wit, met een zwakke geur en licht bittere smaak. Wegens zijn taaie structuur is deze zwam voor mensen oneetbaar, maar hij wordt wel door bepaalde kevers gegeten.
Sporenprint
De sporenprint is wit. 

### Microscopische kenmerken
De sporen zijn cilindrisch of worstvormig en glad. De sporenmaat is 10–7 × 2–3,5 µm. Naast de gangbare basidiosporen kan het mycelium in de vruchtlichamen van de paddenstoel ook conidia (ongeslachtelijke sporen) vormen.

## Verspreiding
De soort komt voor op dode takken, stronken en stammen van loofbomen in bossen, parken en tuinen. Vooral op voedselrijke en natte bodem. In Nederland komt hij zeer algemeen voor. 

## Foto's
| - Waaierbuisjeszwam - bovenzijde - onderzijde - sporen |